# Het Getij
Het Getij was een Nederlands literair tijdschrift dat in 1916 werd opgericht door onder anderen Ernst Groenevelt. Het profileerde zich vanaf de tweede jaargang als tegenbeweging tegen de Tachtigers. De dichter Hendrik de Vries debuteerde in Het Getij. Uit ontevredenheid over het beleid scheidde in 1922 een groep medewerkers zich van het blad af; zij richtte in 1924 De Vrije Bladen op. Het Getij werd dat jaar ook voor het laatst uitgegeven.

## Publicaties
Een selectie van schrijvers die publiceerden in Het Getij:
- C.J. Kelk
- Herman van den Bergh
- Theo van Doesburg
- J. Slauerhoff
- Martinus Nijhoff
- Hendrik de Vries
- Roel Houwink
- Constant van Wessem